# Galeodes granti
Galeodes granti är en spindeldjursart som beskrevs av Pocock 1903. Galeodes granti ingår i släktet Galeodes, och familjen Galeodidae. Inga underarter finns listade.